# Bolton Percy
Bolton Percy est un village et une paroisse civile du Yorkshire du Nord, en Angleterre.